# راسلمينيا
راسلمينيا (بالإنجليزية: WrestleMania)‏ هو عرض مصارعة محترفة يُنتَجُ سنويًا بين آذار/مارس ، نيسان/أبريل من قِبل دبليو دبليو إي ، وقد أُقيم لأول مرةٍ عام 1985 فظهرَ منذ ذلك الحين في 40 نسخة أو إصدار كان آخرها عرض راسلمينيا 40 (XL) ، والتي أُقيمت في 6 - 7 نيسان/أبريل عام 2024 .
يُعتبر عرض راسلمينيا أحد أبرز عروض المصارعة المحترفة بل إنّه عرضٌ رئيسيّ من عروض شركة دبليو دبليو إي.
راسلمينيا هو من نوعيّة عروض الدفع مقابل المشاهدة حيث يُبَثُّ على شبكة دبليو دبليو إي وهو أكثر أحداث المصارعة المحترفة نجاحًا وأطولها في التاريخ، حيث ساهمَ هذا العرض في النجاح التجاري العالمي لدبليو دبليو إي. يُعتبر فينس مكمان مالك WWE سابقاً هو أول من ابتكر هذا العرض، فيما يُعتبر هوارد فينكل أقدم مذيع يُعلّق على مجريات المباريات في عروض الراسلمينيا فضلًا عن كونه أحد المكرّمين في قاعة المشاهير ويعود الفضلُ له في تسمية هذا العرض باسمِ راسلمينيا وذلك عام 1984.
وعرض راسيلمينيا هو اهم عرض طوال العام ومبارياته تكون ملخص اقوى العداوات الذي انتجها فريق الابداع ومعنى ذلك ان مباريات العرض هي افضل مباريات طوال العام وعبر التاريخ حيث اشهر المباريات على الاطلاق تكون في هذا العرض مثل مباراة اندرية العملاق وهولك هوجان في راسيلمينيا ثلاثة ومبارتيّ اندرتيكر وشون مايكلز في راسيلمينيا ٢٥ و ٢٦ والمباراة الحزينة والسيئة في راسيلمينيا ٣٠ وهي مباراة اندرتيكر وبروك ليزنر حيث فاز ليزنر وكسر سلسلة اندرتيكر وهذا ماأغضب الكثير من متابعين المصارعة والنقاد ووصفوا قرار كسر السلسلة بأسوء قرار في تاريخ الإتحاد وانها نقطة سوداء ستظل في تاريخ الاتحاد ، وفوز كودي رودز على رومان رينز وإنهاؤه للقصة ، والكثير من المباريات الاسطورية الأخرى.
عرض راسيمينيا هو العرض الوحيد من بين جميع العروض الشهرية في WWE الذي يتكون من ليلتين ، ولكل ليلة مبارايتها والحدث الرئيسي لها .
ساعد نجاح عرضُ راسلمينيا في تحقيقِ رياضة المصارعة المحترفة لشهرة كبيرة وصارت تُتابَع من قِبل الملايين، كما سهّل العرض صعود العديد من كِبار المصارعين في دبليو دبليو إي إلى النجومية العالميّة أمثال أريثا فرانكلين وسيندي لوبر ومحمد علي ومستر تي وأليس كوبر ولورانس تايلور وباميلا أندرسون ومايك تايسون ودونالد ترامب وفلويد مايويذر جونيور وبيت روز وبيرت رينولدز وميكي رورك وسنوب دوج وشون كومز وكيد روك وفرد دورست وأوزي أوزبورن وروندا روزي وروب غرونكوسكي وشاكيل أونيل وعشرات آخرين ظهروا في إحدى نسخ راسلمينيا وحققوا بعدها شهرة كبيرة.
أُقيم أول عرضٍ من عروض راسلمينيا (وهو العرضُ الذي يحملُ الاسم راسلمينيا 1) في ماديسون سكوير غاردن في مدينة نيويورك، كما أقيمت النسختانِ العاشرة والعشرون هناك، أما راسلمينيا 3 فأُقيمت في ضاحية بونتياك في ديترويت بولاية ميشيغان وهو العرض الذي شهد حضورًا جماهيريًا كبيرًا بلغَ 93,173 متفرجًا ليكون بذلك أعلى عرضُ راسلمينيا بل أعلى عرض رياضي من حيث الحضور الجماهيري حينها. استمرَّ هذا الرقم القياسي حتى الرابع عشر من شباط/فبراير 2010 عندما حطَّم عرض إن بي إي كلّ النجوم (بالإنجليزية: NBA All-Star)‏ الرقم القياسي للحدث الرياضي الأعلى حضورًا بحضور 108,713 متفرجًا فيملعب كاوبويز في أرلينغتون بتكساس. أصبح عرضُ راسلمينيا 32 الذي أُقيم عام 2016 ثالث أعلى رياضي من حيث الحضور الجماهيري والأول في المصارعة المحترفة بعدما حضره 101,763 متفرجًا في نفس الملعب الذي شهدَ عرض الإن بي أي، على الرغم من أن الشركة كشفت أن أرقام حضور بعض العروض يُتلاعَبُ بها لأغراض التسويق. جديرٌ بالذكر هنا أنَّ جميع نسخ راسلمينيا قد استُضيفت في أمريكا الشمالية، حيث استضافت مدن الولايات المتحدة 37 نسخة فيما استضافت مدينتانِ في كندا عرضانِ فقط.

## التنظيم

### القوانين

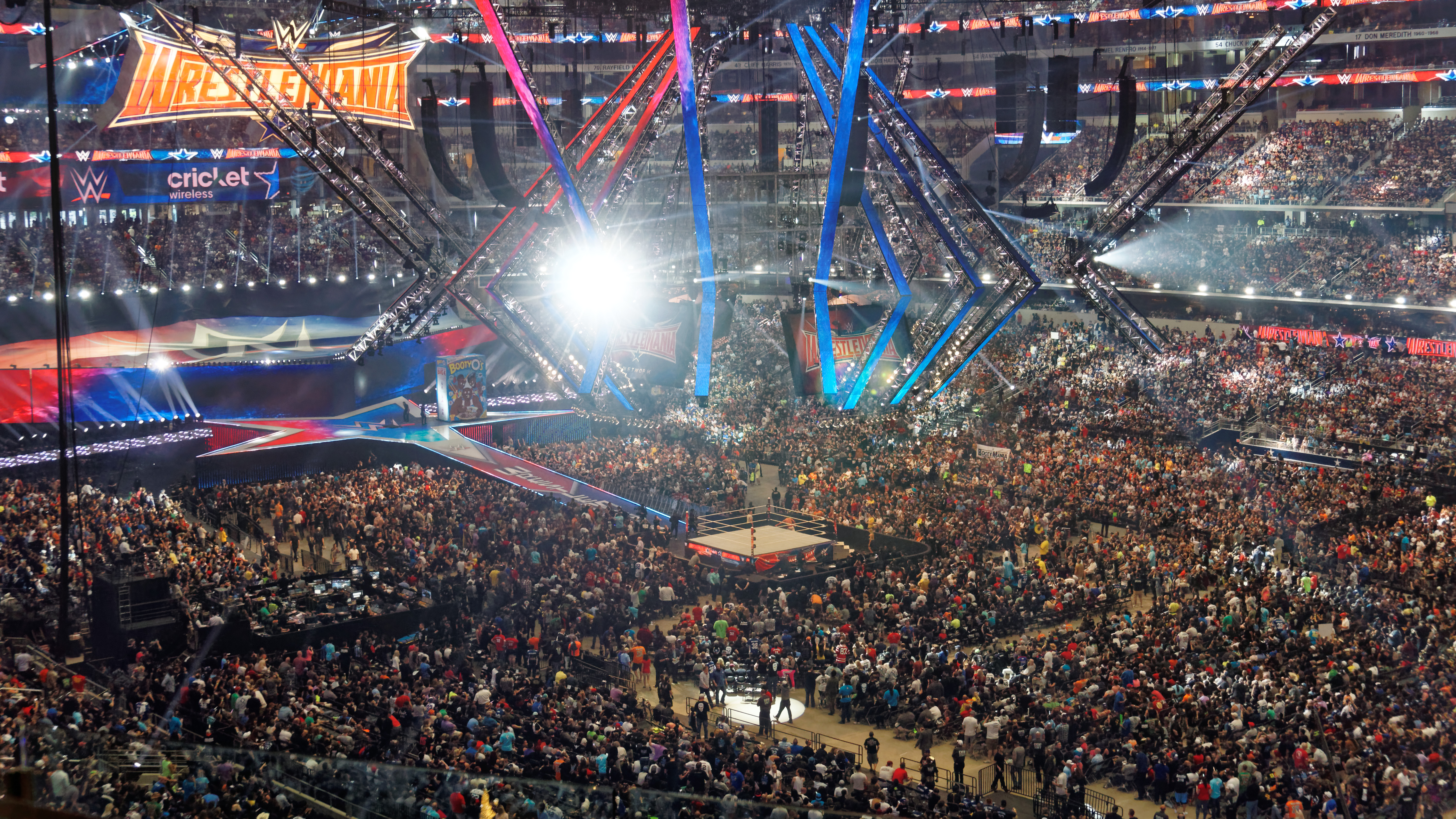
ملعب دالاس كاوبويز خلال راسلمينيا 32.

جرت معظم أحداث راسلمينيا في الملاعبِ أو القاعات الكبيرة في المدن الكبيرة وبعضها في الساحات الرياضية. تميّزت بعض العروض عن أخرى بفضلِ الحضور الجماهيري الكبير على غِرار عرض راسلمينيا 3 الذي حضرهُ 93,173 متفرجًا في بونتياك وعرض راسلمينيا 6 الذي حضرهُ 67,678 متفرجًا في تورونتو وكذا عرض راسلمينيا 8 الذي حضرهُ 62,167 متفرجًا في إنديانابوليس و عرض راسلمينيا 17 الذي بلغ عدد الحضور فيه نحو 67,925 متفرجًا في هيوستن وهناك أيضًا عرضُ راسلمينيا 18 الذي بلغ عدد الحضور فيه 68,237 والذي أُقيم أيضًا في مدينة تورنتو. هناك عروضٌ أخرى شهدت حضورًا جماهيريًا معتبرًا بما في ذلك راسلمينيا 1 التي حضرها 54,097 متفرجًا في سياتل وراسلمينيا 23 التي حضرها 80,103 متفرجًا في ديترويت فضلًا عن راسلمينيا 24 التي حضرها 74,635 متفرجًا في أورلاندو ثمّ هناك راسلمينيا 25 التي سجَّلت حضورًا جماهيريًا استقرَّ عند الـ 72,744 متفرجًا في هيوستن عدى عن راسلمينيا 26 التي سجَّلت هي الأخرى حضورًا جماهيريًا كبيرًا بلغَ 72,219 متفرجًا في فينيكس ثمّ راسلمينيا 26 (71,617 متفرجًا) في أتلانتا وراسلمينيا 28 (71,617 متفرجًا) وراسلمينيا 27 (78,363 متفرجًا) في ميامي وراسلمينيا 29 (80,676 متفرجًا) في إيست رذرفورد وكذا راسلمينيا 30 (75,167 متفرجًا) في نيو أورلينز وأيضًا راسلمينيا 31 (76,976 متفرجًا) في سانتا كلارا وأخيرًا وليس آخرًا راسلمينيا 32 التي اكتسحت الحضور الجماهيري برقمٍ قياسي هو الأعلى في تاريخ راسلمينيا حينما حضر العرض ما مجموعه 101,763 متفرجًا في أرلينغتون.
ساهمت عروضُ راسلمينيا في تعزيز الاقتصاد المحلي للمدن المُضيفَة، وخاصّة بعد قرار دبليو دبليو إي المتمثل في إقامة العروض في أكبر القاعات الممكنة لضمانِ استقطابِ أكبر عددٍ ممكنٍ من الجمهور. تُركّز راسلمينيا في مبارياتها الرئيسيّة ضمن برمجة الحدث على المباريات التي تُلعب من أجل الفوز بالألقاب وخاصّة الألقاب المهمّة منها وعلى رأسها لقب بطولة دبليو دبليو إي وباقي الألقاب العالميّة مثل بطولة العالم للوزن الثقيل (2003–2013) وبطولة دبليو دبليو إي يونيفرسال (منذ 2017) بالإضافةِ إلى المباريات التي يُشارك فيها المشاهير مثل المباراة التي شاركَ فيها لاعب كرة القدم الأمريكي لورنس تايلور أو الممثل مستر تي. يشهدُ العرضُ أيضًا مبارياتٍ أخرى على بطولات غير المذكورة سلفًا عدى عن المباريات التي تُنظَّم من أجل حسمِ الصراع والمنافسة بين مصارعين أو مجموعة مصارعين.
يُتيح نظام دبليو دبليو إي الذي سُنَّ عام 1993 للفائز في مباراة رويل رامبل السنوية من التأهل المباشر لخوض مباراةٍ حاسمةٍ على بطولة دبليو دبليو إي في إطار عرضِ راسلمينيا السنوي أيضًا. حُدّثت بعض القوانين عام 2002 مع بروز بطولة العالم للوزن الثقيل فصار بإمكانِ الفائز في الحدث الرئيسي في رويل رامبل اختيار المنافسة على بطولة العالم للوزن الثقيل أو بطولة دبليو دبليو إي في راسلمينيا. ساهمَ بروز العلامة التجاريّة إي سي دبليو في حزيران/يونيو 2006 في إضافة خيارٍ ثالثٍ للفائز بالمباراة الرئيسيّة في حدث رويل رامبل حيثُ صار بإمكانهِ اختيار المنافسة على أحدِ البطولتين السابقتينِ (بطولة العالم وبطولة دبليو دبليو إي) أو المنافسة على بطولة إي سي دبليو، ومع ذلك فلم يختر أيُّ مصارعٍ من الذين فازوا في مباريات الرويل رامبل المنافسة على بطولة إي سي دبليو في حدث راسلمينيا حتى عام 2010 حينما انسحب هذه العلامة التجاريّة نهائيًا من عالَم المصارعة.
قرَّرت دبليو دبليو إي عام 2011 التقليل من عددِ العلامات التجاريّة في عالم المصارعة فوحَّدت لهذا الغرض بطولتي دبليو دبليو إي وبطولة العالم للوزن الثقيل تحت مسمّى واحد هو بطولة دبليو دبليو إي. صار بعد هذا التوحيد لزامًا على الفائزين في رويل رامبل التصارع في مباراة رئيسيّة في راسلمينيا على بطولة دبليو دبليو إي التي اندمجت فيها بطولة العالم للوزن الثقيل حتى عام 2016 حينما ظهرت من جديدٍ بطولة العالم للوزن الثقيل وصارت مستقلّة بذاتها. ظهرت عام 2018 مباراة رويل رامبل للسيدات وكان يحقُّ للفائزة فيها اختيار التصارع في مباراة رئيسيّة في عرض راسلمينيا على بطولة النساء راو أو بطولة النساء سماكداون، قبل أن تظهرُ علامة تجاريّة جديدة عام 2020 هي إن إكس تي التي مكَّنت الفائزة في رويل رامبل من اختيارٍ ثالثٍ هو التصارع في راسلمينيا على بطولة النساء إن اكس تي ونفس الأمر بالرجال حيث أصبح لديهم خيارٌ ثالثٌ في راسلمينيا هو الصراع على بطولة دبليو دبليو إي إن إكس تي.
شهد عرضُ راسلمينيا 21 إضافة مباراة ماني إن ذا بانك ضمنَ المباريات الرئيسيّة للعرض. يُشارك في هذه المباراة في العادة من ستّة إلى عشرة مشاركين، وقد أُقيمت في ستِّ عروضٍ من عرضِ راسلمينيا بين عامي 2005 و2010 قبل أن تُصبح المباراة الرئيسية لحدث الدفع مقابل المشاهدة الخاصِّ بها والذي يحملُ الاسم ماني إن ذا بانك وهو عرضٌ مدعومٌ هو الآخر من العلامتين التجاريتينِ التابعتينِ لدبليو دبليو إي (راو وسماكدوان). يحصلُ المصارع أو بصفة عامّة المُشارك الذي يأخذُ الحقيبة المُعلَّقة فوق الحلبة على عقدٍ يضمنُ له مباراةً على لقبٍ عالمي في الوقت والمكان الذي يختاره الفائز في مدةٍ تصلُ إلى عامٍ واحدٍ وهو ما يعني إمكانيّة مشاركة الفائز بحقيبة ماني إن ذا بانك في أيّ مباراة رئيسيّة من مباريات عرض راسلمينيا على لقبٍ عالميّ. صنَّفت مجلَة فوربس عرض راسلمينيا كواحدٍ من أبرز العروض أو الأحداث الرياضية في العالم من 2014 إلى 2017 بل احتلَّ الحدثُ المرتبة السادسة في القيمة الماليّة مقارنةً بباقي الأحداث الرياضيّة وذلك بقيمةٍ قدرها 195 مليون دولار أمريكي عام 2017 بعد سوبر بول والألعاب الأولمبية الصيفية والألعاب الأولمبيّة الشتوية وكأس العالم ونهائي بطولة كرة السلة.

### المعلقون
يُعتبر غوريلا مونسون وجيسي فنتورا وبوبي هينان وجين أوكرلند واللورد ألفريد هايز من أبرز المعلّقين على عروضِ راسلمينيا في بداياتها، ثمّ برز مع توالي النسخ معلّقون آخروت على رأسهم فينس مكمان وجيم روس وجيري لولر. حين انفصالِ العلامات التجاريّة عام 2002، أصبحَ روس ولولر معلّقينِ رئيسيينِ للمباريات التي تنظمها أو تُشرف عليها علامةُ راو فيما أصبحَ مايكل كول وتاز وجون برادشو لايفيلد وجوناثان كوتشمان معلقون رئيسيون للمباريات التي تُشرف عليها علامة سماكداون. علَّق جوي ستايلز وتاز في الفترة الممتدة من عام 2006 إلى 2010 على مباريات علامة إي سي دبليو. شهدت نسخة راسلمينيا الخامسة والعشرين لأول مرةٍ ثلاث معلقين من ثلاث علاماتتجاريّةٍ مختلفة وذلك بعدَ محاولات دبليو دبليو إي توسيع علامتها التجاريّة حيث علَّق على هذا الحدث كلٌ من جيم روس وجيري لولر ومايكل كول. استُبدل في النسخة المواليّة المعلق جيم روس بمعلقٍ آخرٍ هو مات سترايكر، لكنَّ الأول عاد للتعليقِ في عرض راسلمينيا السابع والعشرين جنبًا إلى جنب مع جوش ماثيوز ومعلق سماكداون الجديد بوكر تي بسبب برمجةِ مباراة فرديّة بين المعلقَين في النسخة السابقة مايكل كول ولولر. علَّقَ هوارد فينكل – الذي يُنسب إليه الفضل في اقتراحِ اسمِ راسلمينيا لهذا العرض – على كلّ النسخِ تقريبًا باستثناء راسلمينيا 33، لكنه استُبعد بعد ظهور عددٍ من العلامات التجاريّة التي جاءت بمعلقيها والحديث هنا عن معلّقين أمثال ليليان غارسيا وتوني تشيميل وجوستين روبرتس. شهدت عروض راسلمينيا على مرِّ تاريخها معلقين من الجنسيّة الأمريكية في الغالب، كما ظهرَ أربع معلقون فرنسيون في الصف الأول في الحلبة: جان براسار وريموند روجو (راسلمينيا 13) وفيليب كريو وكريستوف أجيوس ( راسلمينيا 30، راسلمينيا 31، راسلمينيا 32 وراسلمينيا 33).

## التاريخ

### 1980
نظَّمَ الاتحاد العالمي للمصارعة أول عرض راسلمينيا في الواحد والثلاثين من آذار/مارس 1985 في ماديسون سكوير غاردن في مدينة نيويورك. كان الحدث الرئيسي عبارة عن مباراة فرقٌ بين فريق حامل بطولة دبليو دبليو إف للوزن الثقيل هولك هوجان ومستر تي برفقة جيمي سنوكا ضد الفريق المكوّنِ من رودي بايبر وباول أورندورف وبوب أورتن الابن. ساهمَ النجاح الذي حققه الحدث وما تبعه من إيرادات كبيرة في استقرارِ الشركة على تنظيمه والترويج له أكثر فأكثر داخل الولايات المتحدة حيث تفوق العرض على بعض المنافسين مثل ناشيونال ريستلينغ أليانس وجمعية المصارعة الأمريكية. ساهمَ حضور عددٍ من رجال الأعمال لعرض راسلمينيا بينهم رجل الأعمال الشهير سي سبيرلنغ والمدير التنفيذي المعروف توني دانجيلو في الترويج للعرض أكثر. أُقيم عرض راسلمينيا 2 في العام التالي حيث نُظّم في ثلاثة أماكن في جميعِ أنحاء البلاد: قاعة رياضيّة في يونيونديل بنيويورك، وصالة أولستايت في ضاحية شيكاغو في روزمونت بإلينوي، وميموريال سبورتس أرينا في لوس أنجلوس. تميَّز هذا العرض بمباراة رئيسيّة على لقب دبليو دبليو إف للوزن الثقيل، حيث تُوّج باللقبِ هالك هوجان بعد هزيمةِ منافسه كينغ كونغ بوندي في مباراة القفص الفولاذي.
سُجِّلَ رقمٌ قياسيٌّ عالميٌّ في مستوى الحضور الجماهيري بعدما بلغَ 93,173 متفرجًا في راسلمينيا 3 ليكون بذلك أكبر حضورٍ في مباراةٍ مدفوعةٍ في تاريخ المصارعة المحترفة حتّى ذلك الوقت. يُعتبر هذا العرض على نطاقٍ واسعٍ ذروة ازدهار المصارعة في الثمانينيات، وللتأكّد من ملءِ كلِّ مقعدٍ في ملعب سيلفردوم، قرَّرت دبليو دبليو إف استبعاد ولاية ميشيغان بأكملها من الوصول لعرض الدفع مقابل المشاهدة ما دفع المشجّعين في ميشيغان للتنقل نحو الملعب من أجل المشاهدة. تميَّز الحدث بمباراة رئيسيّة دافعَ فيها هوجان عن لقبه دبليو دبليو إف للوزن الثقيل ضدَّ أندريه العملاق وبمباراة رئيسيّة أخرى على بطولة القارات للوزن الثقيل بين راندي سافاج وريكي ستيمبوات التي تُعتبر واحدة من أفضل المباريات في تاريخ راسلمينيا وقد اعترف الكثيرون بينهم فينس مكمان بـ «عظمة هذه المباراة» وبـ «التأثير الذي خلقته في الترويجِ أكثر للعرض».
عُقد عرض راسلمينيا الرابع في قاعة أتلانتيك سيتي للمؤتمرات في أتلانتيك سيتي بولاية نيوجيرسي على الرغم من أنَّ الإعلان الأولي للعرض وردَ فيه مكانٌ آخرٌ هو فندق ترامب بلازا. حقَّق هذا الحدث هو الآخر الكثير من الشهرة، حيث شهدَ تتويج بطلٍ جديدٍ ببطولة دبليو دبليو إف للوزن الثقيل، كما شهدَ تنظيم أربع مباريات ثانويّة لملء الفجة أو الفراغ في العرض الذي سيكون قصيرًا لو اقتصرَ على المباريات الرئيسيّة فحسب. تميّزت المباراة الرئيسية الثانية في إطارِ العرض بتكرار مباراة النسخة الماضيّة بين هالك هوجان وأندريه العملاق بينما واصلَ راندي سافاج هزيمة تيد ديبياسي في النهائيات. نُظِّمَ عرض راسلمينيا الخامس هو الآخر في أتلانتيك سيتي وهذه هي المرة الوحيدة التي نُظّم فيها العرض في نفس المكان أو القاعة وفي نفس المدينة مرتانِ على التوالي. هزمَ هالك هوجان في هذه النسخة في المباراة الرئيسيّة راندي سافاج خاطفًا منه بذلك بطولة دبليو دبليو إف للوزن الثقيل التي كان سافاج قد حسمها العام الماضي.

### 1990
كانت المرة الأولى التي أُقيمت فيها راسلمينيا خارج الولايات المتحدة في النسخة السادسة حيث أُقيمَ هذا العرض في سكاي دوم (يُعرف الآن بمركز روجرز) في تورنتو بدولة كندا. فازَ أولتيمت واريور في مباراة الحدث الرئيسي ببطولة دبليو دبليو إف للوزن الثقيل خاطفًا اللقب هذه المرة من يدِ هالك هوجان. نُظّمت النسخة المواليّة (راسلمينيا 7) في الولايات المتحدة، بل كان من المقرر عقدها في الهواء الطلق في مدرج لوس أنجلوس التذكاري، لكن الشركة قررت نقل العرض لمنطقة ميموريال سبورتس أرينا المجاورة في الداخل بسببِ ضعف مبيعات التذاكر التي تأثرت بحرب الخليج الثانيّة. شهدت المباراة الرئيسيّة لهذا النسخة من راسلمينيا مواجهة هالك هوجان حامل اللقب للمصارع سارجنت سلوتر على لقب بطولة دبليو دبليو إف للوزن الثقيل، كما شهدت هذه البطولة أول ظهورٍ للمُصارع أندرتيكر في راسلمينيا حيث هزم جيمي سنوكا في مباراةٍ رئيسيّةٍ نوعًا ما. جديرٌ بالذكر هنا أنَّ أندرتيكر كتب التاريخ في راسلمينيا بعد ظهوره الأول هذا حيث لم يُهزم في 21 مباراة متتاليّة من مباريات راسلمينيا إلى أن خسرَ أمام بروك ليسنر في راسلمينيا 30. أُقيمت النسخة التاليّة من راسلمينيا وهي النسخة الثامنة في هوسيير دوم حيث شهد هزيمة ريك فلير على يدِ راندي سافاج وتتويج الأخير ببطولة دبليو دبليو إف للوزن الثقيل، كما شهدت هذه النسخة هزيمة سايكو سيد على يدِ هالك هوجان في مباراة رئيسيّة أخرى بعدما استُبعد الأول من قِبل الحكم.

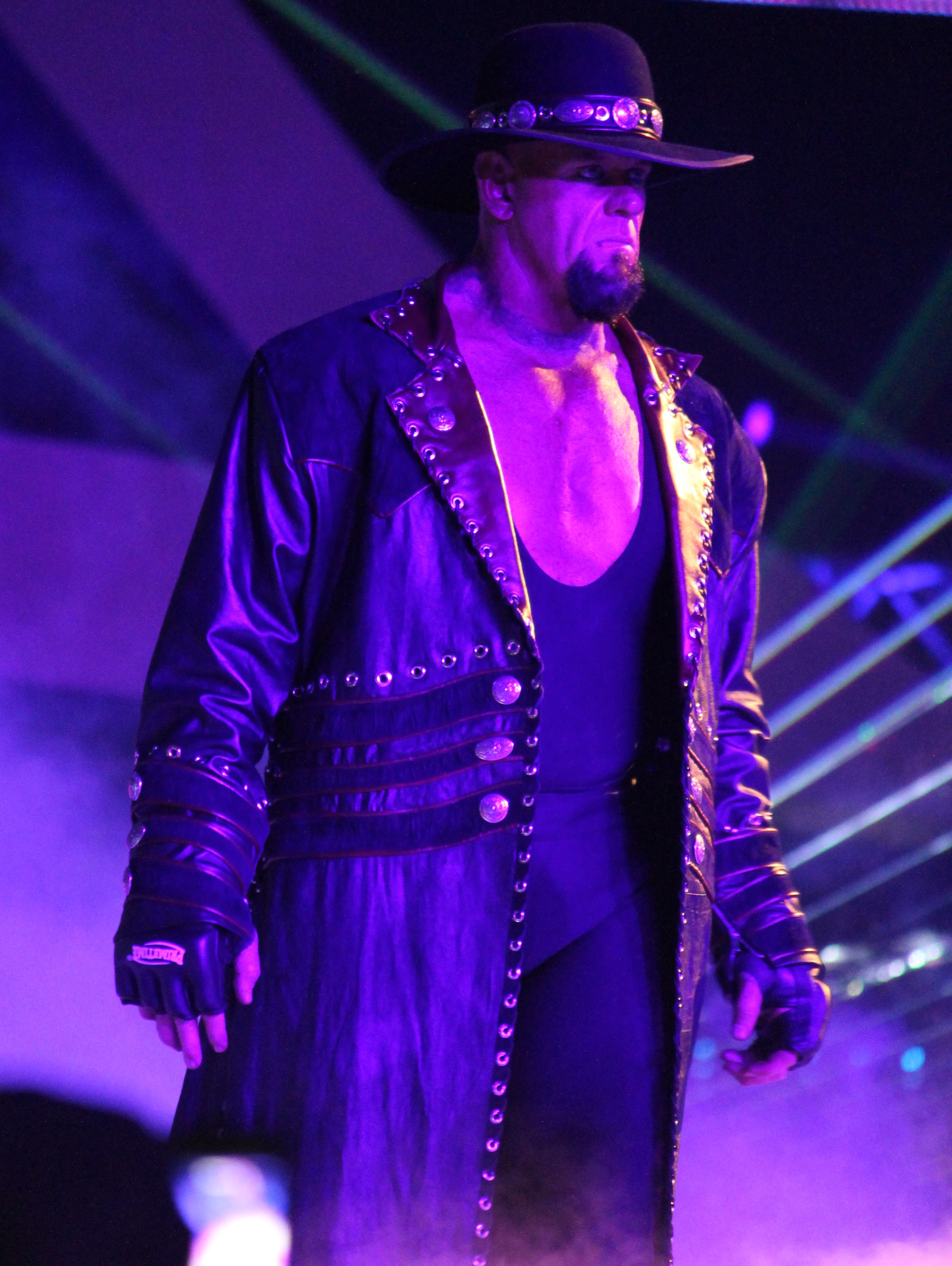
صورة للمصارع أندرتيكر حامل الرقم القياسي في راسلمينيا بـ 21 انتصارًا على التوالي.

تُعتبر نسخة راسلمينيا التاسعة هي أول نسخةٍ تُقام في مكان خارجي، وهي النسخة الوحيدة في تاريخ نسخ راسلمينيا التي شهدت تتويج مصارعين بلقبِ دبليو دبليو إف للوزن الثقيل وإن لم يكن في وقتٍ واحدٍ، حيثُ هزمَ يوكوزونا بريت هارت ليُصبح بطل دبليو دبليو إف للوزن الثقيل لكنه سُرعان ما خسرَ هذا اللقب أمام هالك هوجان في نفس الحدث. شهدت النسخة العاشرة من راسلمينيا عودة العرض لماديسون سكوير جاردن، وتميَّزت هذه النسخة بفوز أوين هارت على شقيقه الأكبر بريت، كما تصدَّرَت مباراة السُّلم قائمة المباريات الرئيسيّة في العرض حيثُ هزم رازور رامون شون مايكلز. بعد هزيمته في وقتٍ سابقٍ، فازَ بريت أخيرًا ببطولة دبليو دبليو إف للوزن الثقيل خاطفًا اللقب من يدِ يوكوزونا في الحدث الرئيسي. بريت هو أول مصارعٍ في تاريخ راسلمينيا يخسرُ أول مباراةٍ له ويعود للفوز ببطولة دبليو دبليو إف للوزن الثقيل في الحدث الرئيسي. بعد فشلهِ في الحصول على اللقب من ديزل في نسخة راسلمينيا الحادية عشر، هزم مايكلز المصارع بريت هارت ليفوز هو الآخر ببطولة دبليو دبليو إف للوزن الثقيل بعد مباراة حاميّة الوطيس دامت طويلًا من نوعيّة مباراة الرجل الحديدي وذلك في نسخة راسلمينيا الثانية عشر. أُشيد بالمباراة على نطاقٍ واسعٍ، وشهد الحدث أيضًا عودة أولتيموت واريور الذي هزمَ هانتر هيرست هيلمسلي (سيُعرف لاحقًا باسمِ تريبل إتش) في ظهور واريور الأخير في راسلمينيا.
شهدت راسلمينيا 13 مباراة إخضاع قويّة بين بريت هارت وستون كولد ستيف أوستن في مباراةٍ حظيت بالكثير من الإشادة، كما شهدت هذه النسخة مباراة رئيسيّة أخرى هزمَ فيها أندرتيكر سايكو سيد ليُتوَّج ببطولة دبليو دبليو إف للوزن الثقيل. اعتُبرت المباراة بين هارت وأوستن من قبل العديد من المشجعين واحدة من أفضل مباريات المصارعة المحترفة على الإطلاق وقد تم التصويت عليها من قِبل آي جي إن على أنها أعظمُ مباراةٍ في تاريخ راسلمينيا بل كانت في المركز الأول ضمنَ قائمة أفضل 20 مباراة في راسلمينيا على الإطلاق حسب تصنيف الاتحاد. هزم أوستن شون منافسه مايكلز في راسلمينيا 14 ليُصبح بطل دبليو دبليو إف للوزن الثقيل الجديد في مباراةٍ شهدت حضور مايك تايسون الذي كان ظاهريًا متحالفًا مع مايكلز ومع فريق دي-جينرايشن إكس، لكنه كشف في وقتٍ لاحقٍ أنه كان متحالفًا مع أوستن طوال الوقت وسعد بفوزه وتتويجه باللقب. قاتلَ في نفس النسخة أندرتيكر خصمهُ كين حيث فاز الأول المتمرّس على الثاني. شهدت راسلمينيا 15 مباراة رئيسيّة هزمَ فيها أوستن منافسه ذا روك مستعيدًا بذلك بطولة دبليو دبليو إف. شهد هذا الحدث أول لقاءٍ من ثلاث لقاءات في راسلمينيا بين أوستن وذا روك في تنافسٍ بين الاثنانِ حظي بشهرة ومتابعة كبيرتين لعدّة سنوات.

### 2000
تميّز عرضُ راسلمينيا 2000 بتنظيمِ أول مباراة فرقٍ على الإطلاق على بطولة العالم للفرق الثنائيّة والتي ضمَّت هاردي بويز ودودلي بويز وإيدج وكريستيان، فيما كانت المباراة الرئيسيّة على لقب دبليو دبليو إف وقد نجحَ فيها تربل إتش في الدفاعِ عن لقبه في مباراة رباعية غير متكافئة ضد ثلاثة منافسين هم: ذا روك وبيغ شو وميك فولي. قِيل في وصفٍ تهكميّ على هذه المباراة «إن عائلة مكمان كان تظهرُ في كلّ زاوية من زاويا الحلبة» حيثُ رافقت ستيفاني مكمان زوجها تريبل إتش فيما رافقَ فينس مكمان المصارع ذا روك أما شين مكمان فكان إلى جانبِ بيج شو بينما كانت ليندا مكمان في صفّ مايك فولي. هزمَ ستيف أوستن في راسلمينيا 17 ذاك روك واستعادَ بذلك بطولة دبليو دبليو إف، كما شهدت هذه النسخة قتالًا بين فينس وشين مكمان في مباراةٍ من نوعيّة مبارياتِ قتال الشوارع، بينما فاز إيدج وكريستيان ببطولة دبليو دبليو إف للفرق الثنائيّة ضد هاردي بويز ودودلي بويز في مباراة الطاولات والسلالم والكراسي. اعتُبرت هذه النسخة هي الأخرى ذروة ازدهار صناعة المصارعة في التسعينيات، كما كانت هذه النسخة هي أول نسخة من راسلمينيا تُعقد بعد حل دبليو دبليو إف في الوقتِ الذي ظهرت فيه ورلد تشامبيونشيب ريسلينغ (دبليو سي دبليو) ونهاية حروب ليلة الإثنين. كانت نسخة راسلمينيا 18 هي آخرُ نسخةٍ من نسخ راسلمينيا التي تُنتج تحت اسمِ دبليو دبليو إف ويُصارع فيها المصارعون على ألقاب تحملُ اسم هذه العلامة التجاريّة. برزَ تريبل إتش خلال هذه النسخة حيث هزم كريس جيريكو للفوزِ بالبطولة، فيما هزمَ فريق أوستن وذا روك وأندرتيكر كل من سكوت هول وهالك هوجان وريك فلير على التوالي وقد عاد كل هؤلاء إلى شركة دبليو دبليو إف (أو دبليو دبليو إي بمسمّاها الجديد) بعد فترات عملهم مع دبليو سي دبليو، كما فازَ خلال هذه النسخة روب فان دام بأول بطولة إنتركونتيننتال في أول ظهورٍ له في راسلمينيا.
شهدت نسخة راسلمينيا 19 آخر مباراةٍ لستيف أوستن حيث واجه فيها ذا روك للمرة الثالثة في راسلمينيا منهيًا نزاعهما الطويل. هزم هالك هوجان فينس مكمان، فيمَا شارك شون مايكلز في أول مباراةٍ له في راسلمينيا منذ خمسِ سنواتٍ حيثُ هزم كريس جيريكو. بدأ خلال هذه النسخة تريبل إتش حملة الدفاع عن بطولة العالم للوزن الثقيل حيث احتفظَ باللقب حينما هزمَ بوكر تي، فيما هزم بروك ليسنر خصمهُ كورت أنجل ليفوز ببطولة الدبليو الدبليو إي. احتفلت دبليو دبليو إي بالنسخة العشرين من راسلمينيا في ماديسون سكوير جاردن، وتميَّز هذا الحدث بفوز أندرتيكر (الذي عاد إلى شخصية ديد مان أو الرجل الميّت الخاصَّة به) على كين غير المُقنَّع حينها في ثاني مواجهة بين الاثنان، بينما حقَّقَ إيدي غيريرو انتصارًا مهمًا كورت أنجل فيما فاز كريس بنوا على تريبل إتش وشون مايكلز للفوز أخيرًا ببطولة العالم للوزن الثقيل. تميّزت هذه النسخة أيضًا بتنظيمِ مباراة فرق غير متكافئة بين ذاك ومايك فولي في مواجهة باتيستا وراندي أورتن وريك فلير (فريق أيفولوشن). شهدت هذه المبارا آخر ظهورٍ لذا روك لأكثر من سبع سنوات، كما نُظّمت مباريات أخرى شارك فيها عددٌ من النجوم الذين غادروا الاتحاد العالمي للمصارعة وعلى رأسهم بروك ليسنر (الذي سيعودُ للشركة بعد ثماني سنوات) وبيل جولدبيرج. أُعيد في هذه النسخة كذلك تقديم قاعة مشاهير دبليو دبليو إي مع عرضٍ تعريفي سنويّ أُقيم في الليلة السابقة لراسلمينيا.
ظهرت في راسلمينيا 21 مبارياتٍ من نوعٍ جديدٍ وهي مباراة ماني إن ذا بانك التي تشهدُ مشاركة ستّ مصارعين – أو أكثر وفي أحيان أخرى أقل – يتقاتلون فيما بينهم للوصول لحقيبة مُعلَّقة فوق الحلبة تحتوي على عقدٍ يضمن للفائز استخدام ذاك العقد للمشاركة وسطَ أيّ مباراةٍ من مبارياتِ راو على لقبٍ عالمي في غضون عامٍ واحدٍ من الفوز بالحقيبة وهو ما يعني إتاحة استخدام العقد حتّى نسخة راسلمينيا العام المقبل. فاز بهذه المباراة المستحدثة في هذه النسخة الجديدة إيدج وهو ما زاد من شهرته وحضوره وسطَ الشركة. انتقلت بطولة دبليو دبليو إي وبطولة العالم للوزن الثقيل (المباريات الرئيسيّة) في هذه النسخة إلى جون سينا وديف باتيستا على التوالي بفوزهما على جون برادشو ليفيلد وتريبل إتش. شهدت هذه النسخة كذلك آخر مباراةٍ للمصارع المعروف إيدي غيريرو في راسلمينيا وكانت أمام راي ميستيريو قبل وفاته في وقتٍ لاحقٍ من ذلك العام. شهدت النسخة أيضًا عودة ستون كولد ستيف أوستن بعد توقف دام عامًا تقريبًا، فيما هزم كورت أنجل خصمهُ شون مايكلز في مباراةٍ نالت استحسانًا كبيرًا.
أُقيمت مباراة ماني إن ذا بانك أيضًا في راسلمينيا 22 بنفس النظام السابق، حيث يتصارعُ فيها ستُّ مشاركين ويحصلُ الفائز منهم على أحقيّة استخدامِ العقد في أيّ مباراةٍ على لقبٍ عالميّ بغض النظر عن العلامة التجارية التي يلعبُ لصالحها الفائز وبغض النظر أيضًا عن المباراة التي سيستعملُ فيها العقد ولأيّ علامة تجاريّة تنتمي. أفرزات الأحداث الرئيسية في راسلمينيا 22 فوز ري ميستيريو ببطولةِ العالم للوزن الثقيل ضد كورت أنجل وراندي أورتن في مباراة ثلاثية فيمَا احتفظ جون سينا ببطولة دبليو دبليو إي ضدّ تريبل إتش. على الجانبِ المقابل هزمَ إيدج خصمهُ ميك فولي، كما فازَ شون مايكلز على فينس مكمان في فيما هزم أندرتيكر المصارع الضخم مارك هنري في مباراة النعش وهزمت ميكي جيمس تريش ستراتوس للفوز ببطولة دبليو دبليو إي للسيّدات.

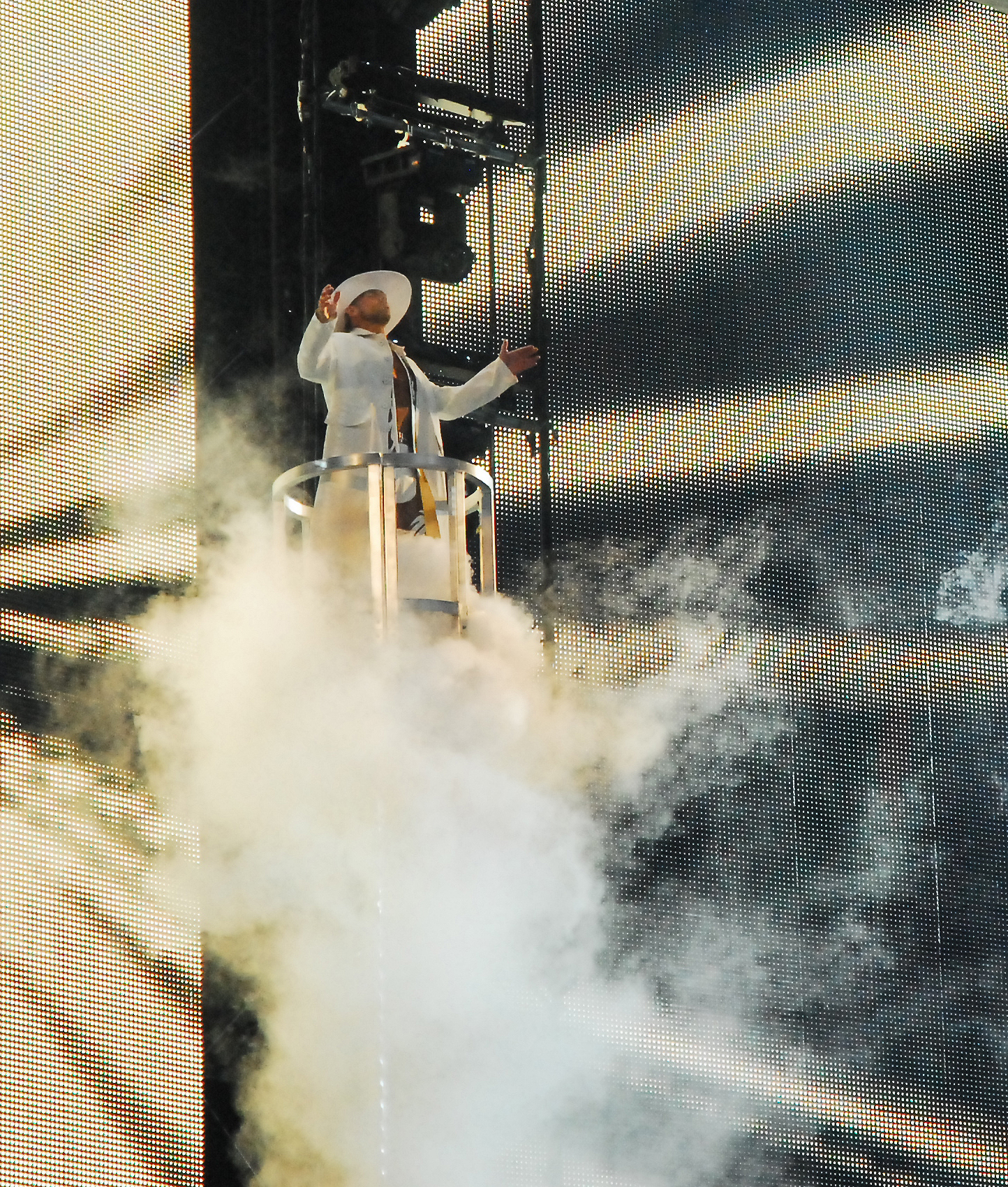
صورة تُظهر المصارع شون مايكلز خلال مشاركتهِ في راسلمينيا 25 حيث أصبحُ يُعرف بـ «السيد راسلمينيا».

توسَّعت مباراة ماني إن ذا بانك في راسلمينيا 23 لتشمل تصارع ثمانية مصارعين على الحقيقة، وضمَّت هذه المباراة نجومًا من العلامة التجاريّة إي سي دبليو. حسمَ مستر كينيدي المباراة لصالحهِ في نهاية المطاف متوّجًا بالعقد. استمرَّ جون سينا في الاحتفاظ ببطولة دبليو دبليو إي حينما فازَ على شون مايكلز بينما فازَ أندرتيكر ببطولة العالم للوزن الثقيل من يدِ باتيستا. هزم بطل إي سي دبليو بوبي لاشلي الذي مَثَّلَ دونالد ترامب خصمهُ أوماجا الذي مَثَّلَ فينس مكمان في مباراةٍ وُصفت بأنها «معركة المليارديرات» وكان حكمها ستون كولد ستيف أوستن. شهدت هذه النسخة أيضًا دفاع ميلينا بيريز عن بطولة النساء دبليو دبليو إي حينما هزمت آشلي ماسارو.
هزمَ شون مايكلز في راسلمينيا 24 ريك فلير في مباراةٍ نالت استحسانًا كبيرًا، كما شهدت هذه النسخة مباراة ماني إن ذا بانك حيث تصارعَ سبعُ مصارعين من علامات تجاريّة مختلفة فيما بينهم وانتهت بفوزِ سي إم بانك الذي كرَّر فوزه بنفس اللقب في راسلمينيا 25. نُظّمت خلال هذه النسخة مباراة رئيسيّة من أجل الفوزِ ببطولة إي سي دبليو وهي النسخة الوحيدة التي شهدت مباراةً على هذا اللقب الذي تُوّج به كين مسجّلًا رقمًا قياسيًا جديدًا حينما أنهى المباراة لصالحه في ظرفِ 8 ثوانٍ فقط من بدايتها. احتفظَ في المقابل راندي أورتن ببطولة دبليو دبليو إي بينما فاز أندرتيكر ببطولة العالم للوزن الثقيل للعام الثاني على التوالي بعدما هزمَ منافسه إيدج. تميّزت هذه النسخة بمباراة أخرى شهدت تغطيّة إعلامية كبيرة حيثُ هزم بطل العالم للملاكمة فلويد مايويذر جونيور المصارع بيج شو. جديرٌ بالذكر هنا أنَّ هذه النسخة هي ثانية نسخة من نسخ راسلمينيا التي تُقام في مكانٍ خارجي أو ساحة لا داخل قاعة مغطّاة أو ملعب.
هزمَ كريس جيريكو في راسلمينيا 25 عددًا من الأسماء التي كُرّمت من خلال ضمّها لقاعة مشاهير دبليو دبليو إي ويتعلق الأمر برودي بايبر وجيمي سنوكا وريكي ستيمبوات في مباراةٍ تميَّزت بظهور ريك فلير والممثل ميكي رورك. حاولَ شون مايكلز دون جدوى تكبيد أندرتيكر أول هزيمةٍ له في راسلمينيا لكنّه فشل في ذلك، كما شهدت هذه النسخة دفاع ري ميستيريو عن بطولة القارات دبليو دبليو إي لأول مرةٍ منذ راسلمينيا 8، ونجحَ المصارع المقنّع في هزمِ جون برادشو ليفيلد والحفاظِ فعليًا على لقبه. على جانبٍ آخر، هزم جون سينا خصمهُ إيدج في بطولة العالم للوزن الثقيل التي تضمَّنت أيضًا مشاركة بيج شو، بينما احتفظ تريبل إتش ببطولة دبليو دبليو إي بعدما تفوَّقَ على راندي أورتن.

### 2010
شهدت راسلمينيا 26 نهاية مسيرة شون مايكلز في المصارعة المحترفة حينما خسر من جديدٍ أمامَ أندرتيكر في مباراة شهدت حضورًا جماهيريًا كبيرًا ومتابعة عن بُعد أكبر. شهد العرضُ أيضًا فوز جون سينا ببطولة دبليو دبليو إي واحتفاظ كريس جيريكو ببطولة العالم للوزن الثقيل، كما شهدَ عودة بريت هارت إلى الاتحاد العالمي للمصارعة بعدَ أكثر من اثني عشر عامًا من الغياب (منذ خيانة مونتريال)، حيث هزمَ فينس مكمان في مباراة عدم تجريد من الأهليّة. تضمَّنت مباراة ماني إن ذا بانك مشاركة عشرة مصارعين من راو وسماكداون (اندثرت العلامة التجارية إي سي دبليو في شهر شباط/فبراير من ذلك العام)، وفاز في النهاية جاك هاغر بالحقيبة وبالتالي بالعقدِ الذي يسمحُ له بالمشاركة في أيّ مباراة على لقبٍ عالميّ ولو من منتصفها. كانت هذه آخر مباراة من نوعيّة مباريات ماني إن ذا بانك في عرض راسلمينيا بعدما أصبحَ لهذه المباريات حدثٌ أو عرضٌ مستقلٌّ خاصٌّ بها.

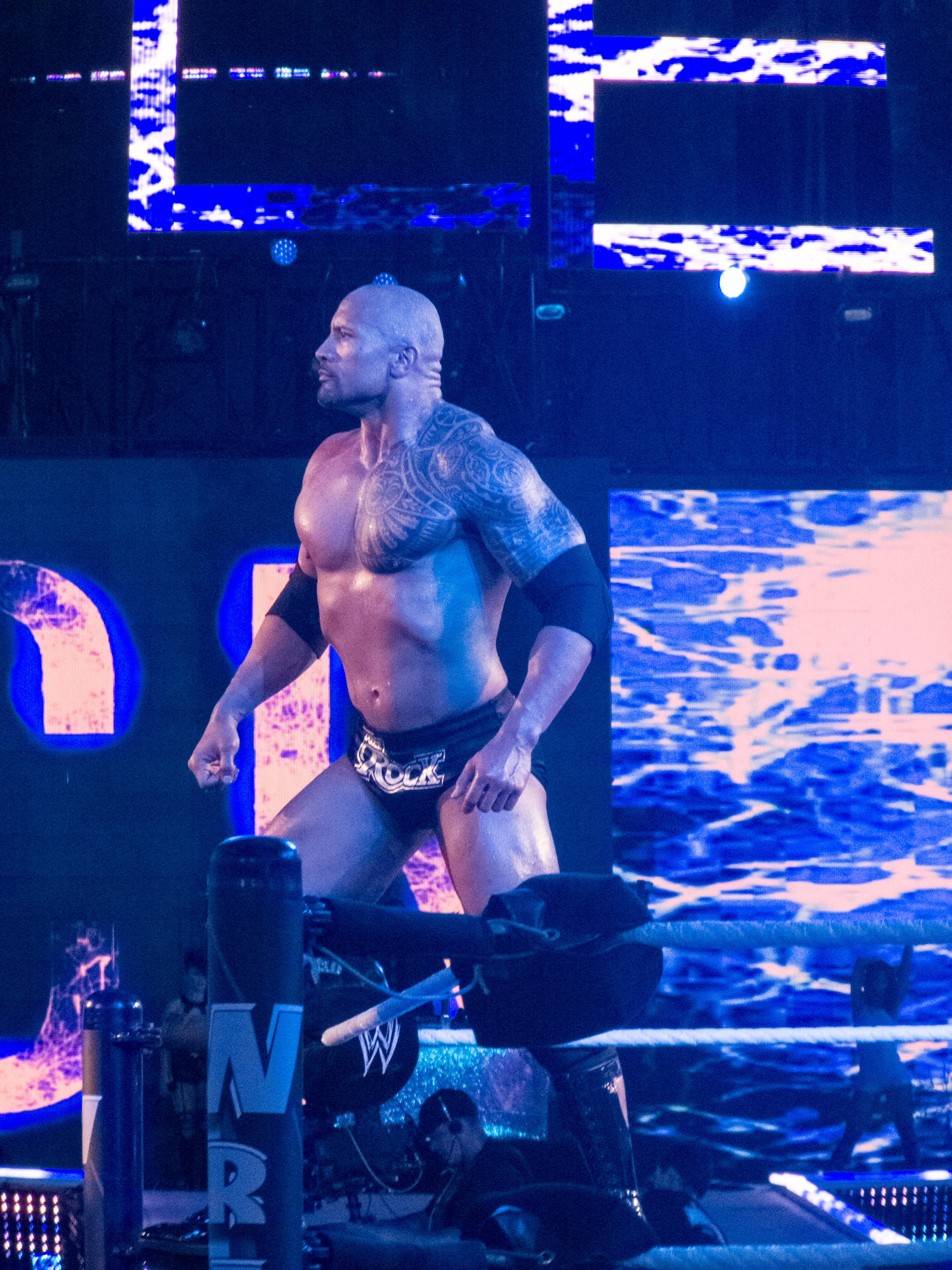
ذا روك هو المصارع الوحيد الذي واجه وهزم هالك هوجان وستون كولد ستيف أوستن وجون سينا في راسلمينيا.

تميَّز عرضُ راسلمينيا 27 بعودة ذا روك بعد توقفٍ دام سبع سنوات ليكون بمثابة مُضيفٍ للحدث. شهد العرضُ أيضًا عودة المصارعة تريش ستراتوس التي نافست في أول راسلمينيا لها منذ مشاركتها في النسخة الثانية والعشرين. ساعدت تريش زميلها جون موريسون ونيكول سنوكي بوليزي لهزيمة لاي كول ودولف زيجلر. نُظّمَ خلال هذه النسخة مباراةٌ بين مذيعي دبليو دبليو إي مايكل كول وجيري لولر تحتَ إشراف وتحكيم ستون كولد ستيف أوستن، بينما فشلَ تريبل إتش في محاولته للانتقام لخسارة زميله شون مايكلز أمام أندرتيكر العام السابق. كان هذه النسخة هي أول نسخة من نسخ راسلمينيا التي يتمكَّنُ فيها كلٌّ من بطل العالم للوزن الثقيل وبطل دبليو دبليو إي من الاحتفاظ بألقابهما، حيثُ فاز بطل العالم للوزن الثقيل إيدج على خمصهِ ألبرتو ديل ريو في ما كان من شأنه أن يكون آخر مباراة لإيدج قبل تقاعدهِ في الحادي عشر من نيسان/أبريل قبل عودته في وقتٍ لاحق. برزَ ذا روك في هذه النسخة حيث اقتحمَ مباراة سينا ضدَّ ذا ميز واعتدى على الاثنانِ لكنه ساعد بطريقةٍ من الطرق ميز على الاحتفاظ ببطولة دبليو دبليو إي.
بُرمجَ في راسلمينيا 28 ثلاث مباريات رئيسيّة: انتصرَ في الأولى أندرتيكر على خصمهِ تريبل إتش في مباراة الجحيمِ في زنزانة عن طريق التثبيت وذلك أمام أنظار الحكم شون مايكلز. مكَّن هذا الانتصار أندرتيكر من تمديدِ سلسلة اللاخسارة في راسلمينيا إلى 20–0. احتفظَ في المباراة الرئيسيّة الثانيّة سي إم يانك ببطولة دبليو دبليو إي ضدَّ كريس جيريكو بعد الإخضاع. شهد الحدث الرئيسي الثالث فوز ذا روك على جون سينا عن طريق التثبيت في مباراة حملت رمزيًا الاسم مرة واحدة في العمر (بالإنجليزية: Once in a Lifetime)‏ كان أُعلن عنها قبل عامٍ واحد.
شهدت راسلمينيا 29 حضور 80,676 متفرجًا لتكون بذلك هذه النسخة هي ثالث أعلى نسخة في نسبة الحضور الجماهيري في تاريخ راسلمينيا. نُظّم خلال هذه النسخة ثلاث مبارياتٍ رئيسيّةٍ أيضًا: فاز في المباراة الأولى أندرتيكر على سي إم بانك مواصلًا سلسلة مبارياتهِ بدون خسارة في راسلمينيا إلى 21 مباراة. هزمَ في المباراة الرئيسيّة الثانية تريبل إتش – بمساعدةٍ من شون مايكلز – خصمهُ بروك ليسنر في مباراةٍ كانت مهمّة جدًا على اعتبار أن تريبل توعَّد في حالة الخسارة أمام بروك بالتقاعد من داخل الحلبة. انتقم جون سينا في المباراة الرئيسية الثالثة من خسارته في العام السابق بفوزه على ذا روك في بطولة دبليو دبليو إي محقّقًا رقمًا قياسيًا جديدًا في عدد المرات التي حمل فيها هذه البطولة بواقعِ إحدى عشرة مرة. شهدت باقي المباريات الثانويّة في إطارِ الحدث نجاح ألبرتو ديل ريو في الدفاع عن بطولة العالم للوزن الثقيل ضد جاك سواغر، فيما حقَّقَ فاندانغو مفاجأة كبيرة بفوزهِ على كريس جيريكو. هزمَ في المباراة الافتتاحيّة فريق الدرع (كلاب العدالة) المكوّن من دين أمبروز وسيث رولينز ورومان رينز الفريق المكوّن من بيج شو وشيمس وراندي أورتن وذلك في الظهور الأول لكلاب العدالة في راسلمينيا.
كان راسلمينيا 30 هو حدث راسلمينيا السنوي الثلاثين حيث أُقيم في السادس من نيسان/أبريل 2014 في ملعب مرسيدس بنز سوبردوم في نيو أورلينز بلويزيانا. كان هذا الحدث هو أول حدثِ راسلمينيا يُقام في ولاية لويزيانا. شهد الحدث في مباراتهِ الافتتاحيّة فوزَ دانيال برايان على تريبل إتش، وهو ما أعطى لبرابيان – وفقًا للشروط – مكانًا في الحدث الرئيسي حيثُ فاز ببطولة العالم للوزن الثقيل في المباراة الثلاثيّة التي شهدت مشاركة باتيستا وأورتن. شهدت هذه النسخة ولأول مرّة مباراة على بطولة الديفاز التي احتفظت بها إيه جاي لي حينما حقَّقت فوزًا مهمًا على فيكي غيريرو. شهدت هذه النسخة أيضًا كسر سلسلة أندرتيكر الذي هُزم على يدِ بروك ليسنر في ما وُصف بأنها النتيجة الأكثر إثارة للصدمة في تاريخ الترفيه الرياضي. حملت هذه النسخة مفاجأة أخرى من العيار الثقيل حينما أطاحَ سينا بالمصارع براي وايت الذي لم يُهزم منذ ظهوره الأول في راسلمينيا. واصلَ فريق الدع (كلاب العدالة) سلسلة انتصاراتهم حينما تفوَّقُوا على كين وذا نيو آيج أوتلاوس (رود دوج وبيلي جان) في مباراة فرقٍ شهدت مشاركة اللاعبين الستّة. فازَ سيزارو على صعيدٍ آخرٍ بأول مباراة أُقيمت على شرفِ المصارع الفرنسي الراحل أندريه العملاق بعدما أطاح ببيج شو بطريقةٍ مشابهةٍ للطريقة التي أطاحَ بها هالك هوجان خصمهُ أندريه العملاق في راسلمينيا 3.
أُقيمت راسلمينيا 31 في ملعب ليفاي في سانتا كلارا بولاية كاليفورنيا في التاسع والعشرين من آذار/مارس 2015، حيث دافع فيها بروك ليسنر في المباراة الرئيسيّة عن بطولة دبليو دبليو إي للوزن الثقيل ضد الفائز بالرويال رامبل رومان رينز. زادت حماسة المباراة حينما قرَّرَ سيث رولينز الفائز بالحقيبة في مباراة ماني إن ذا بانك تفعيل عقده وهو ما دفعَ الاتحاد إلى جعلِ المباراةِ مباراةً من نوعيّة التهديد الثلاثي بعدما كانت مقررة بين ليسنر ورولينز فقط. تمكَّن الأخير من الفوز في المباراة بعدما أطاحَ بليسنر وبسيث رولينز صديقه في فريق الدرع. تضمَّنت المباريات الرئيسية الأخرى مباراة ستينغ الأولى على الإطلاق في دبليو دبليو إي ضد تريبل إتش التي خسرها، فيمَا عاد أندرتيكر وهزم براي وايت ليُحقّق فوزه الثاني والعشرين في تاريخ العرض، بينما هزم راندي أورتن خصمهُ سيث رولينز وخسر روسيف بطولة الولايات المتحدة لصالحِ جون سينا الذي واصلَ حصد الألقاب. شملت مباراة رئيسيّة أخرى في العرض مباراة ضمَّت 7 مشاركين تصارعوا على بطولة القارات والتي فاز بها دانييل برايان في النهاية. تعاونت آي جي لي مع بايج لهزيمة ذا بيلا توينز في مباراة فُرق، بينما فاز بيغ شو بالنسخة السنوية الثانية من مباراة تكريم أندريه العملاق حينما تفوَّقَ على داميان سانداو.
أُقيمت راسلمينيا 32 في ملعب آي تي أند تي في أرلينغتون بولايةِ تكساس في الثالث من نيسان/أبريل 2016. حطَّمت هذه النسخة الرقم القياسي من حيث نسب الحضور حيث حضر العرض ما مجموعهُ 101,763 متفرجًا. هزمَ خلال المباراة الرئيسيّة رومان راينز خصمهُ تريبل إتش للفوزِ ببطولة دبليو دبليو إي للوزن الثقيل، كما فاز أندرتيكر علىشين مكمان في مباراة الجحيم في زنزانة. كانت هذه المباراة هي الأخرى مباراة مهمّة للغاية ففي حالة فوزِ شين كان ليُسيطر على العلامة التجاريّة راو بالكامل فيما كان أندرتيكر سيعتزلُ المشاركات نهائيًا في راسلمينيا لو خسر لكنّ ذلك لم يحصل. هزم بروك ليسنر دين أمبروز في مباراة عدم التجريد من الأهليّة، كما هزمت شارلوت (ابنة ريك فلير) بيكي لينش وساشا بانكس للفوز ببطولة دبليو دبليو إي النسائيّة، في حين تفوَّقَ كريس جيريكو على إيه جيه ستايلز في مباراة فردية. نجحَ فريقُ ذا ليج أوف نايشنز المكوّن من شيمس وروسيف وألبرتو دل ريو (مع كينج باريت) في إلحاقِ الهزيمة بفريق ذا نيو داي المكوّن من إكزافيير وودز وكوفي كينغستون وبيغ إي. فاز زاك رايدر ببطولة إنتركونتيننتال (أو بطولة القارات)، كما هزم ذا روك خصمهُ إريك روان في مباراة عرفت رقمًا قياسيًا جديدًا حينما حسمها الأول في ستّ ثواني. فازَ في راسلمينيا 32 بارون كوربن بالنسخة السنوية الثالثة من مباراة أندريه العملاق التذكاريّة بعدما أقصى كين.
أُقيمت راسلمينيا 33 في الثاني من نيسان/أبريل 2017 في ملعب كامبينج وورلد في أورلاندو بولاية فلوريدا. كانت هذه النسخة من راسلمينيا هي الأولى منذ ريسلمانيا 29 (عام 2013) التي تُنظَّمُ فيها مبارتينِ رئيسيتينِ على بطولتي عالم: بطولة دبليو دبليو إي يونيفرسال وبطولة دبليو دبليو إي. شهد الحدث الرئيسي في هذه النسخة انتصار رومان رينز على خصمهِ أندرتيكر في مباراة عدم تجريدٍ من الأهليّة وهو ما كبَّد أندرتيكر خسارته الثانية في راسلمينيا بعد الخسارة الأولى أمام ليسنر الذي حقَّق في المباراة الرئيسيّة الأخرى انتصارًا كبيرًا على حسابِ جولدبرج ليُصبح بطل العالم الجديد، فبما هزم راندي أورتن خصمهُ براي وايت ليفوز ببطولة دبليو دبليو إي التاسعة، وفاز موجو راولي في النسخة السنويّة الرابعة للمباراة التذكاريّة لأندريه العملاق بعدما أقصى المصارع الهنديّ جيندر ماهال. شهد الحدثُ أيضًا عودة غير معلنٍ عنها لفريق هاردي بويز الذي فاز ببطولة الفرق الثنائيّة.
أُقيم عرض راسلمينيا 34 في الثامن من نيسان/أبريل 2018 في ملعب مرسيدس بنز سوبردوم في نيو أورلينز يولايةِ لويزيانا. احتفظَ في المباراة الرئيسيّة بروك ليسنر بالبطولة العالمية حينما هزمَ رومان رينز، فيما احتفظ إيه جيه ستايلز في المباراة الرئيسيّة الثانية ببطولة دبليو دبليو إي حينما هزمَ شينسكي ناكامورا. شهدت المباريات الأخرى المُنتَظَرة تفوّق كيرت أنجل وروندا روسي على تربل إتش وستيفاني مكمان في مباراة فرقٍ مختلطةٍ والتي كانت أول مباراة لروزي في الاتحاد العالمي للمصارعة، فيما عاد دانيال براين إلى الحلبة بعد ثلاث سنوات حيث تعاونَ مع شين مكمان لهزيمة كيفن أوينز وسامي زين. على صعيدٍ آخرٍ، هزمَ أندرتيكر منافسه جون سينا في مباراة قويّة شهدت نديّة كبيرة بين الطرفين، فيما احتفظت شارلوت فلير ببطولة النساء سماكداون ضدَّ آسكا منهية سلسلة الأخيرة التي لم تُهزم في راسلمينيا منذ عامين. أصبح في هذه النسخة أيضًا مشجّعٌ يبلغُ من العمر 10 سنوات أصغر بطل دبليو دبليو إي عندما تعاونَ مع برون سترومان لهزيمة سيزارو وشيمس على بطولة الفرق الثنائيّة. شهدت هذه النسخة من راسلمينيا عودة المباريات على لقب سماكداون للفرق الثنائيّة حيث هزم فريق ذا بلادجيون براذر فريق ذا أوسو وذا نيو داي للتويجِ في نهاية المطاف باللقب. تمكَّن من جانبٍ آخرٍ مات هاردي من التفوّق على بارون كوربن متوَّجًا بالنسخة الخامسة من المباراة التذكاريّة لأندريه العملاق، كما شهدت هذه النسخة أول معركة نسائيّة على لقب باتل رويال في راسلمينيا حيث فازت نعومي باللقبِ على حساب بايلي.

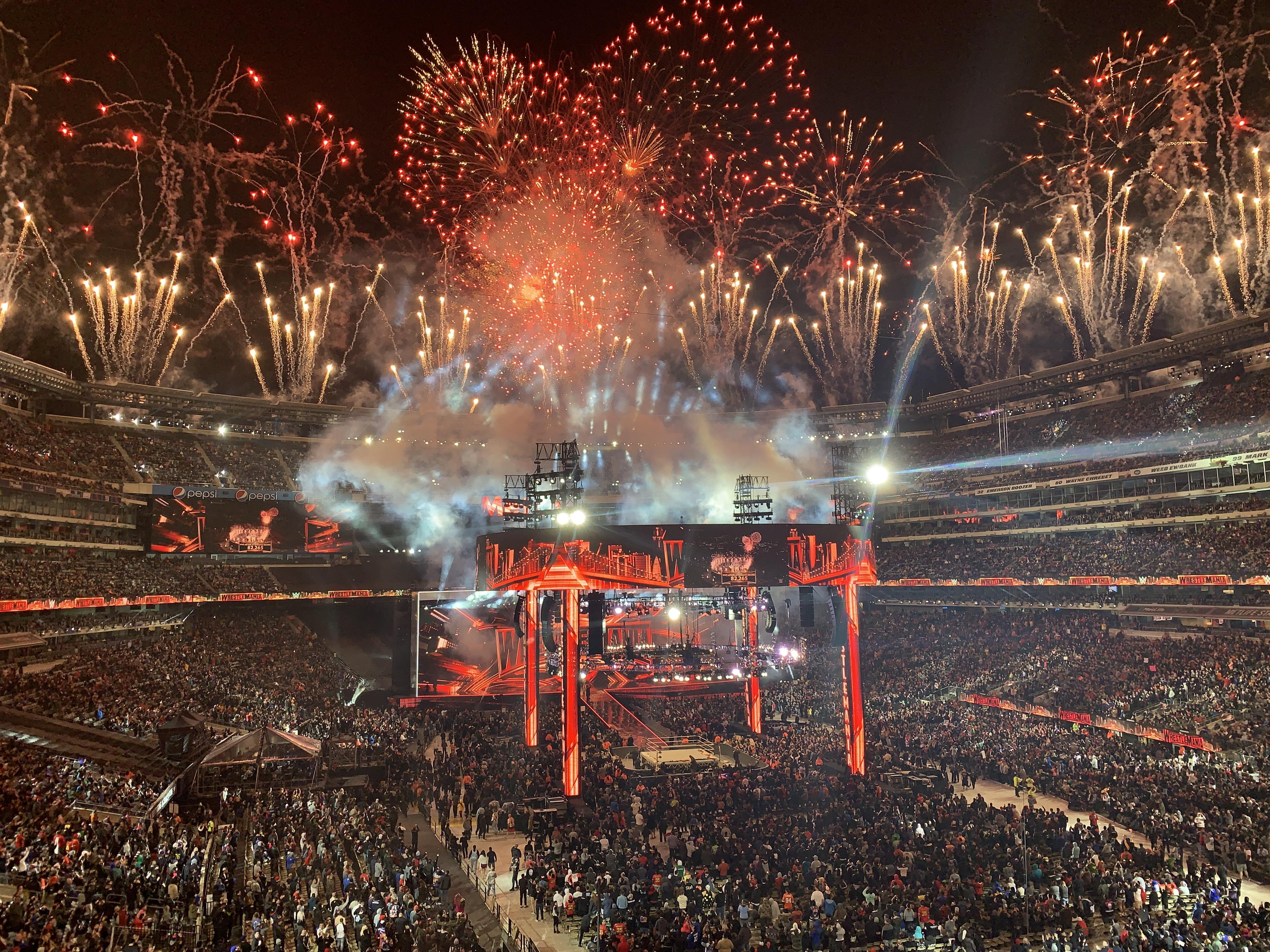
ريسلمانيا 35 على ملعب ميتلايف.

أُقيمت راسلمينيا 35 في السابع من نيسان/أبريل 2019 في ملعب ميتلايف في إيست روثرفورد بولايةِ نيو جيرسي. أصبحَ خلال هذا الحدث كوفي كينغستون أول بطلٍ أفريقيّ المولد يُتوَّج ببطولة دبليو دبليو إي بعد فوزه على دانيال برايان، بينمَا أطاح سيث رولينز بخصمهِ ليسنر ليفوز ببطولة دبليو دبليو إي يونيفرسال. شهد الحدث أيضًا اعتزال نجمي دبليو دبليو إي المُخضرمَيْن كورت أنجل وباتيستا. كان الحدث الرئيسي في راسلمينيا لأول مرةٍ هو مباراة سيدات حيث تواجهت بطلة روا للنساء روندا روزي وبطلة سماكداون للنساء شارلوت فلير وبيكي لينش في مباراة من نوعيّة مباريات الفائز يظفرُ بكلّ شيء (بالإنجليزية: Winner Takes All)‏ ونجحت لينش في نهاية المطاف بالتتويج في المباراة.

### 2020
لأول مرةٍ في تاريخ راسلمينيا، أُقيمت نسخة راسلمينيا 36 لمدة ليلتين وذلك يومي 25 و26 آذار/مارس 2020 في مواقع متعددة بما في ذلك قاعةٌ كبيرةٌ في أورلاندو بولايةِ فلوريدا. لم تُبث هذه النسخة مباشرة بل بُثّت في الرابع والخامس من نيسان/أبريل. كان من المقرر أصلاً عقدُ العرض في الخامس من نيسان/أبريل فقط في ملعب ريموند جيمس في تامبا بولاية فلوريدا وبثه على الهواء مباشرة، لكنّ الخُطط تغيَّرت بسببِ جائحة فيروس كورونا. لم يحضر هذا العرض سوى عدد قليل جدًا من الأشخاص وكان الأول من نوعهِ في تاريخ راسلمينيا الذي يُبثُّ خلف الأبواب الموصدة دون حضور الجماهير. شهدت هذه النسخة أيضًا ترويجًا كبيرًا للعلامة التجاريّة إن إكس تي. هزمَ في الحدث الرئيسي (اليوم الأول) أندرتيكر خصمهُ AJ Styles في مباراة لم تُصوّر في مركز الأداء الذي تُصوّر فيه غالبيّة المباريات، كما هزمَ برون سترومان منافسهُ جولدبرج مُتوَّجًا بالبطولة العالمية بينما احتفظت بيكي لينش ببطولة راو للسيدات على حسابِ شاينا بازلر من إن إكس تي. هزمَ درو ماكنتاير في الحدث الرئيسي (اليوم الثاني) بروك ليسنر ليفوز ببطولة دبليو دبليو إي. بُثت مباراةٌ أخرى احتفظَ فيها ماكنتاير باللقبِ على حساب بيج شو في مباراة وصفها الاتحاد العالمي للمصارعة بأنها «حدث راسلمينيا الرئيسي المخفي» والذي عُرضَ في حلقة السادس من نيسان/أبريل من راو. انتصرَ خلال هذه النسخة أيضًا براي وايت على حسابِ جون سينا وهي ثاني مباراة في إطار هذا العرض لم تُصوَّر في مركز الأداء، فيمَا تغلَّبت شارلوت فلير على ريا ريبلي لتفوز بطولة النساء إن اكس تي وهي البطولة المُستحدثة في هذه النسخة. خاضَ إيدج في اليوم الثاني من الحدث أول مباراة فردية له منذ عام 2011 والتي هزمَ فيها راندي أورتن في مباراة الرجل الأخير الواقف.
كان من المقرر عقدُ راسلمينيا 37 في الثامن والعشرين من آذار/مارس 2021 في ملعب صوفي بإنغليووود في ولايةِ كاليفورنيا، ولكن نظرًا للوائح الولاية الصارمة بشأن كوفيد-19 أعلنَ الاتحاد العالمي للمصارعة في كانون الثاني/يناير 2021 أنَّ الحدث سيُقام كحدثٍ لمدة ليلتين في 10 و11 نيسان/أبريل في ملعب ريموند جيمس في تامبا بولاية فلوريدا الذي هو الموقع الأصلي لراسلمينيا 36 وذلك للسماح بحضورِ المتفرّجين مما يجعلو أول عرضٍ في دبليو دبليو إي تُباع فيه التذاكر أثناءَ الوباء. أُعلن في الوقت نفسه عن تواريخ عرض نسختي راسلمينيا 38 و39 حيث قرَّر الاتحاد أن العرض سيكون في الثالث من نيسان/أبريل 2022 في ملعب آي تي ند تي في أرلينغتون بولاية تكساس وفي الثاني من نيسان/أبريل 2023 في ملعب سوفي على التوالي.

## مشاركة المشاهير

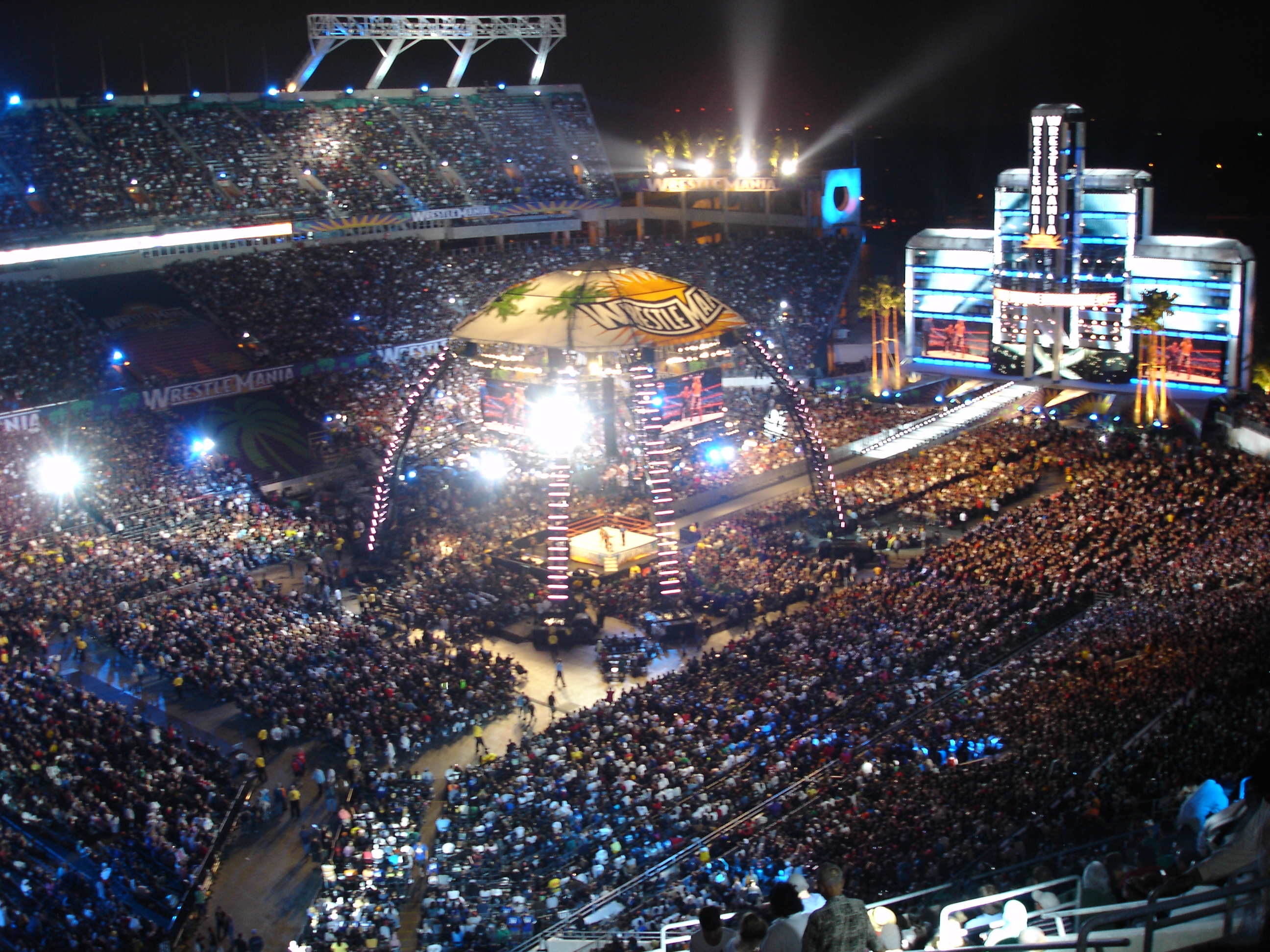
سجل حضور قياسي بلغ 74,635 مشجعًا في سيتروس بول لمهرجان راسلمينيا 24.

على مرِّ السنين، ظهرَ في راسلمينيا العديد من المشاهير الذين شاركوا في مباريات على ألقاب معروفة إلى جانبِ باقي المصارعين أو كانوا مجرد ضيوف شرف أو معلّقون. كانَ بيلي مارتن معلّقًا للعرض الأول من راسلمينيا رفقة ليبرايس الذي كان حكمًا مساعدًا، فيما كان الملاكم محمد علي ضيفًا على الحدث، أمَّا مستر تي فقد شاركَ في المباراة الرئيسيّة جنبًا إلى جنبٍ مع شريكه في الفريق هالك هوجان حيث صارعَا فرقة أخرى. شهدت النسخة الثانيّة من راسلمينيا مباراة باتل رويل شاركَ فيها 20 شخصًا حيث خاضَ العديد من لاعبي الدوري الوطني لكرة القدم الأمريكية مباريات مصارعة ضدَّ مصارعين من دبليو دبليو إف بينما واجهَ لورنس تايلور خصمهُ بام بام بيغلو في نسخة راسلمينيا الحادية عشر. ظهرَ مايك تايسون في نسخة راسلمينيا الرابعة عشر بصفته الضيف الخاص في المباراة على بطولة دبليو دبليو إف بين شون مايكلز وستيف أوستن، بينما تم تحدي الملاكم المحترف إريك آش في مباراة ملاكمة بارت جون في نسخة راسلمينيا الخامسة عشر. انخرطَ بيتر روز في عداءٍ قصيرٍ معَ المصارع كين في عددٍ من نسخ راسلمينيا بما في ذلك النسخة الرابعة عشر والخامسة عشر وأيضًا السادسة عشر. حظيت هذه المباراة بمتابعة جماهيريّة كبيرة حيث تفوَّق فيها كين على خصمهِ بيتر؛ وكانت تنتهي المباريات بينهما إمَّا باستسلامِ بيتر روز أو شوك سلام من كين.
واجهَ بيج شو مصارع السومو يوكوزونا أكيبونو في نسخة راسلمينيا الحادية والعشرين، كما شاركَ الملاكم المحترف فلويد مايويذر جونيور في راسلمينيا 24، في حين ظهرت نيكول سنوكي بوليزي في مباراة فرق مكونة من 6 أشخاص مع تريش ستراتس وجون موريسون ضدَّ دولف زيجلر وفريق لايكول (ليلى إل وميشيل مكول) في راسلمينيا 27، كما تعاونت ماريا مينونوس مع كيلي كيلي لهزيمة بيث فينيكس وإيف توريس في مباراة فرق ثنائيّة. شاركَ أيضًا عددٌ من النجوم الموسيقيين في تقديمِ أغاني قبل أو عند نهاية عروض راسلمينيا بما في ذلك ري تشارلز وأريثا فرانكلين وغلاديس نايت وويلي نيلسون وريبا ماكنتاير وليتل ريتشارد وبويز مين وآشانتي وميشيل ويليامز وجون لجند ونيكول شيرزينغر وفانتازيا بارينو وكيري هيلسون. كلُّ هؤلاء وآخرون شاركوا في أداءِ النشيد الوطني الأمريكي (بالإنجليزية: The Star-Spangled Banner)‏ أو أمريكا ذا بيوتِفل (بالإنجليزية: America the Beautiful)‏ أو أغاني أخرى. أدَّى روبرت جوليت أغنية يا كندا (بالإنجليزية: O Canada)‏ في نسخة راسلمينيا السادسة، كما ظهرت أسماء أخرى في المجال الموسيقي بينها موتورهيد وليمب بيزكت وساليفا وسالت بيبا وليفينغ كولور وآيس-تي ودراوينع بول وفلو رايدا وماشين غان كيلي وريف ثيوري ومارك كروزر وسنوب دوغ وغيرهم.

## الفعاليات
في عام 1988 وبالتعاون مع منظمة ترامب أعدَّت دبليو دبليو إف مهرجانًا صغيرًا للاحتفال براسلمينيا 4، والذي تضمَّن تقديم وجبة فطور وغداء وجري لمسافة 5 كيلومترات وعُقدت مثل هذه الفعاليات مرة أخرى في عام 1989 بالتزامنِ مع نسخة راسلمينيا الخامسة. عُقدت فعاليات أخرى في عام 1992 (نسخة راسلمينيا الثامنة) وإن بشكلٍ أقل، كما نظَّم الاتحاد العالمي للمصارعة في عام 1993 فعاليّة راسلمينيا برانش (بالإنجليزية: WrestleMania Brunch)‏ في نسخة راسلمينيا التاسعة في سيزار بالاس حيثُ هاجم ليكس لوغر خصمهُ بريت هارت. عرضَ الاتحاد في عام 1994 مهرجان المعجبين (بالإنجليزية: Fan Fest)‏ في عطلة نهاية الأسبوع بالتزامنِ معَ نسخة راسلمينيا العاشرة وهو ما سمحَ للجماهير بالدخول داخل حلبة دبليو دبليو إف والمشاركة في بعض الفعاليّات فضلًا عن مقابلة باقي نجوم المصارعة وإمكانيّة شراء بعض المنتجات. أُقيم في نسخة راسلمينيا الخامسة عشر حفلٌ موسيقي باسمِ راسلمينيا رايج بارتي في مركزِ بنسلفانيا للمؤتمرات وبثته شبكة يو إي إس نتورك.
عقدت دبليو دبليو إف في العام التالي عددًا من الفعاليات في مركز مؤتمرات أنهايم وتضمَّن ذلك حفل توقيعات وتذكارات للمشتركين في قاعة المشاهير. كانت هناك أيضًا أنشطة حيث يمكن للمشجعين الدخول إلى حلبة المصارعة وحتى التعليق على مباراة ما. أُقيمت فعاليات أخرى عام 2001 في قاعة رولياون بما في ذلك فعاليّة يُمكن فيها للحاضرين شراء عديد المتعلّقات الخاصة بالمصارعين وحضور حفلات لمشاهدة السيارات الفاخرة التي يملكها الاتحاد العالمي للمصارعة وأمور أخرى من هذا القبيل. عُرضت فعاليات عام 2002 لمدة ثلاثة أيام (14–16 آذار/مارس) في المعرض الوطني الكندي، حيثُ تضمَّنت الفعاليات الذي استمرَّت ثلاثة أيام أنشطة مماثلة لتلك التي استمرت ليوم واحد في نسخٍ أقدم من راسلمينيا. تواصلت الفعاليات التي تتزامنُ مع نسخ راسلمينيا حيث أُقيمت في جميع أنحاء الولايات المتحدة وكندا لكنّ عدد حاضريها قَلَّ مقارنةً بما مضى.

## مواعيد وأماكن راسلمينيا
| العرض        | التاريخ      | المدينة               | البلد        | مكان الدعوة                      | عدد الجمهور | الحدث الرئيسي | المراجع                               |
| ------------ | ------------ | --------------------- | ------------ | -------------------------------- | ----------- | --- | ------------------------------------- |
| راسلمينيا 1  | 31 مارس 1985 | ولاية نيويورك         | نيويورك      | حديقة مربع ماديسون               | 19.121      | هولك هوجان و مستر تي ضد رودي بايبر و باول اورندونف والحكم الاضافي هو محمد علي والحكم الخاص هو بات باتيرسون           | [ 110 ]                               |
| راسلمينيا 2  | 7 ابريل 1986 | يونيوندايل            | نيويورك      | ناساو فيتيرانس ميموريال كلويزم   | 16.585      | مستر تي ضد رودي بايبر في مباراة ملاكمة                                                                               | [ 111 ]                               |
| راسلمينيا 2  | 7 ابريل 1986 | شيكاغو                | إلينوي       | روزيمزنت هوريزون                 | 9.000       | جريج فالنتين وبروتوس بيفكيك (ج) مقابل بلدوغز البريطانية (ديفي بوي سميث وديناميت كيد) على بطولة العالم للفرق الثنائية | [ 111 ]                               |
| راسلمينيا 2  | 7 ابريل 1986 | لوس أنجلوس            | كاليفورنيا   | لوس انجلوس ميموريال سبورتس ارينا | 14.500      | هولك هوجان (ب) ضد كينغ كونغ بوندي في مباراة قفص حديدي على بطولة دبليو دبليو اف                                       | [ 111 ]                               |
| راسلمينيا 3  | 29 مارس 1987 | بونتياك               | ميشيغان      | سيلفردوم                         | 93.176      | هولك هوغان (ب) ضد أندريه العملاق على بطولة دبليو دبليو اف                                                            | [ 112 ]                               |
| راسلمينيا 4  | 27 مارس 1988 | اتلانتيك سيتي         | نيو جيرسي    | ترامب بلازا                      | 18.165      | راندي سافاج ضد تيد ديبياسي على بطولة دبليو دبليو اف المجهولة                                                         | [ 113 ]                               |
| راسلمينيا 5  | 2 ابريل 1989 | اتلانتيك سيتي         | نيو جيرسي    | ترامب بلازا                      | 18.946      | راندي سافاج (ب) ضد هولك هوغان على بطولة دبليو دبليو اف                                                               | [ 114 ]                               |
| راسلمينيا 6  | 1 ابريل 1990 | تورونتو               | أونتاريو     | سكايدوم                          | 67.678      | هولك هوغان (ب) ضد ذا اولتيمت واريور على بطولتي بطولة دبليو دبليو اف و بطولة القارات (دبليو دبليو اف)                 | [ 115 ]                               |
| راسلمينيا 7  | 24 مارس 1991 | لوس انجلوس            | كاليفورنيا   | لوس انجلوس ميموريال سبورتس ارينا | 16.158      | اسجيتي. سلاوتير (ب) ضد هولك هوغان على بطولة دبليو دبليو اف                                                           | [ 116 ]                               |
| راسلمينيا 8  | 5 ابريل 1992 | إنديانابوليس، إنديانا | إينديانا     | هاوسير دوم                       | 62.167      | ريك فلير (ب) ضد راندي سافاج على بطولة دبليو دبليو اف[Note 1] هولك هوغان ضد سيد جاستيك                                | [ 117 ]                               |
| راسلمينيا 9  | 4 ابريل 1993 | لاس فيغاس             | نيفادا       | سيزارس بالاس                     | 16.891      | بريت هارت (ب) ضد يوكوزونا على بطولة دبليو دبليو اف[Note 2] يوكوزونا (ب) ضد هولك هوغان على بطولة دبليو دبليو اف       | [ 118 ]                               |
| راسلمينيا 10 | 20 مارس 1994 | ولاية نيويورك         | نيويورك      | ماديسون سكوير غاردن              | 18.065      | يوكوزونا (ب) ضد بريت هارت على بطولة دبليو دبليو اف                                                                   | [ 119 ]                               |
| راسلمينيا 11 | 2 ابريل 1995 | هارتفورد              | كونيتيكت     | هارتفورد كيفيك سينتر             | 16.035      | لاورينك تاولير ضد بام بام بيغلو والحكم الخاص هو بات باتيرسون                                                         | [ 120 ]                               |
| راسلمينيا 12 | 31 مارس 1996 | انهايم                | كاليفورنيا   | اروهيد بوند اوف انهايم           | 18.853      | بريت هارت (ب) ضد شون مايكلز مباراة 60 دقيقة ايرون مان على بطولة بطولة دبليو دبليو اف                                 | [ 121 ]                               |
| راسلمينيا 13 | 23 مارس 1997 | شيكاغو                | إلينوي       | روزيمونت هوريزون                 | 18.197      | سايكو سيد (ب) ضد الاندرتيكر في مباراة لا قوانين على بطولة دبليو دبليو اف                                             | [ 122 ]                               |
| راسلمينيا 14 | 29 مارس 1998 | بوسطن                 | ماساتشوستس   | حديقة تيدي                       | 19.028      | شون مايكلز (ب) ضد ستون كولد ستيف اوستن على بطولة دبليو دبليو اف والحكم الخاص هو مايك تايسون                          | [ 123 ]                               |
| راسلمينيا 15 | 28 مارس 1999 | فيلادلفيا             | بنسيلفانيا   | فايرست اونيون سينتر              | 20.276      | ذا روك (ب) ضد ستون كولد ستيف اوستن في مباراة لا قوانين على بطولة دبليو دبليو اف والحكم الخاص هو مانكايند             | [ 124 ]                               |
| راسلمينيا 16 | 2 ابريل 2000 | انهايم                | كاليفورنيا   | اروهيد بوند اوف انايهم           | 18.034      | تريبل اتش (ب) ضد ذا روك ضد بيغ شو ضد مايك فولي في مباراة اقصاء على بطولة دبليو دبليو اف                              | [ 125 ]                               |
| راسلمينيا 17 | 1 ابريل 2001 | هيوستن                | تكساس        | استرودوم                         | 67.925      | ذا روك (ب) ضد ستون كولد ستيف اوستن في مباراة بدون قوانين على بطولة دبليو دبليو اف                                    | [ 126 ]                               |
| راسلمينيا 18 | 17 مارس 2002 | تورونتو               | كندا         | سكايدوم                          | 68.237      | كريس جيريكو (ب) ضد تريبل اتش على بطولة دبليو دبليو اف المسلمة                                                        | [ 127 ]                               |
| راسلمينيا 18 | 30 مارس 2003 | سياتل                 | واشنطن       | سافيكو فيلد                      | 54.097      | كيرت أنجل (ب) ضد بروك ليسنر على بطولة دبليو دبليو إي                                                                 | [ 128 ]                               |
| راسلمينيا 20 | 14 مارس 2004 | ولاية نيويورك         | نيويورك      | ماديسون سكوير غاردن              | 18.000      | تريبل اتش (ب) ضد كريس بنوا ضد شون مايكلز على بطولة العالم للوزن الثقيل                                               | [ 129 ]                               |
| راسلمينيا 21 | 3 ابريل 2005 | لوس انجلوس            | كاليفورنيا   | ستيبلز سينتر                     | 20.193      | تريبل اتش (ب) ضد باتيستا على بطولة العالم للوزن الثقيل                                                               | [ 130 ]                               |
| راسلمينيا 22 | 2 ابريل 2006 | شيكاغو                | إلينوي       | حلبة الستيت                      | 17.159      | جون سينا (ب) ضد تريبل اتش على بطولة دبليو دبليو إي                                                                   | [ 131 ]                               |
| راسلمينيا 23 | 1 ابريل 2007 | ديترويت               | ميشيغان      | ملعب فورد فيلد                   | 80.013      | جون سينا (ب) ضد شون مايكلز على بطولة دبليو دبليو اي                                                                  | [ 132 ]                               |
| راسلمينيا 24 | 30 مارس 2008 | اورلاندو              | فلوريدا      | ملعب فلوريدا سيتريوس باول        | 74.635      | [[ايدج (ب) ضد الاندرتيكر على بطولة العالم للوزن الثقيل                                                               | [ 133 ]                               |
| راسلمينيا 25 | 5 ابريل 2009 | هيوستن                | تكساس        | ملعب ريلاينت                     | 72.744      | تريبل اتش (ب) ضد راندي اورتن على بطولة دبليو دبليو اي                                                                | [ 134 ] المقالة الرئيسة: راسلمينيا 25 |
| راسلمينيا 26 | 28 مارس 2010 | فينيكس                | أريزونا      | ملعب جامعة فينيكس                | 72.219      | الاندرتيكر ضد شون مايكلز في مباراة بلا قوانين الصاعد ضد السلسلة                                                      | [ 135 ]                               |
| راسلمينيا 27 | 3 ابريل 2011 | اتلانتا               | جورجيا       | ملعب جورجيا دوم                  | 71.617      | ذا ميز (ب) ضد جون سينا على بطولة دبليو دبليو اي                                                                      | [ 136 ]                               |
| راسلمينيا 28 | 1 ابريل 2012 | ميامي                 | فلوريدا      | ملعب صن لايف                     | 78.363      | ذا روك ضد جون سينا                                                                                                   | [ 137 ]                               |
| راسلمانيا 29 | 7 ابريل 2013 | شرق راذرفورد          | نيوجيرسي     | ملعب ميتلايف                     | 80.676      | ذا روك (ب) ضد جون سينا على بطولة دبليو دبليو اي                                                                      | [ 138 ]                               |
| راسلمانيا 30 | 6 ابريل 2014 | نيو اورلينز           | لويزيانا     | ملعب مرسيدس بنز سوبردوم          | 75.167      | راندي اورتن (ب) ضد باتيستا ضد دانيال برايان على بطولة دبليو دبليو اي للوزن الثقيل                                    | [ 139 ]                               |
| راسلمينيا 31 | 29 مارس 2015 | سانتا كلارا           | كاليفورنيا   | ملعب ليفاي                       | 76.976      | بروك ليسنر(ب) ضد رومن رينز ضد سيث رولينز عل بطولة دبليو دبليو اي                                                     | [ 140 ]                               |
| راسلمينيا 32 | 3 أبريل 2016 | أرلينغتون، تكساس      | تكساس        | ملعب دالاس كاوبويز               | 101.763     | تريبل اتش ضد رومان رينز علي بطولة دبليو دبليو اي                                                                     | [ 141 ]                               |
| راسلمينيا 33 | 2 أبريل 2017 | أورلاندو،فلوريدا      | فلوريدا      | ملعب فلوريدا سيتريوس باول        | 75.245      | رومان رينز ضد الأندرتيكر                                                                                             | [ 142 ]                               |
| راسلمينيا 34 | 8 أبريل 2018 | نيو أورلينز           | لويزيانا     | ملعب مرسيدس بنز سوبردوم          | 78,133      | بروك ليسنر ضد رومان رينز علي لقب اليونيفارسال                                                                        | [ 143 ]                               |
| راسلمينيا 35 | 7 أبريل 2019 | نيوجيرسي              | شرق راذرفورد | ملعب ميتلايف                     | 82,265      | روندا روزي ضد شارلوت فلير ضد بيكي لينش                                                                               |                                       |